# Timucua

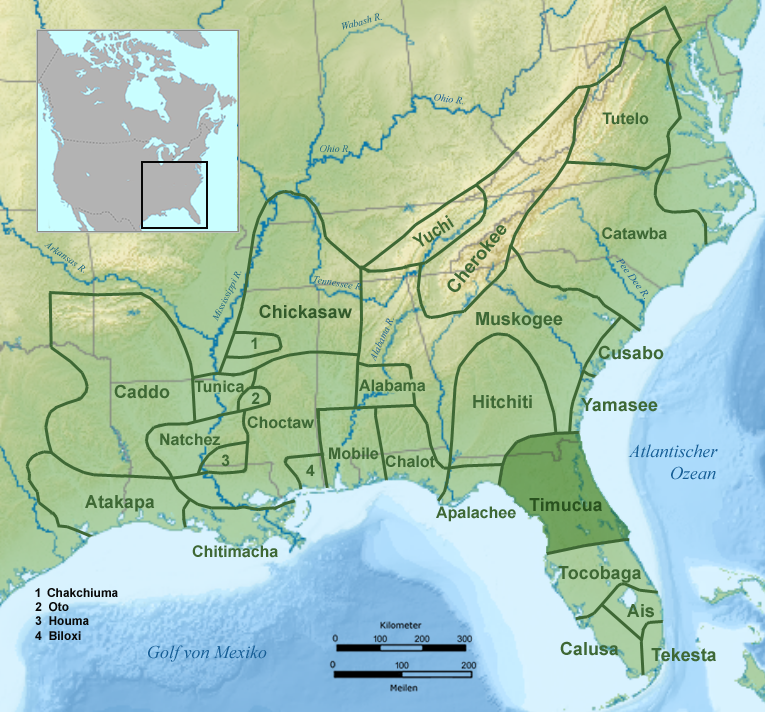
Stammesgebiet der Timucua im 17. Jahrhundert.

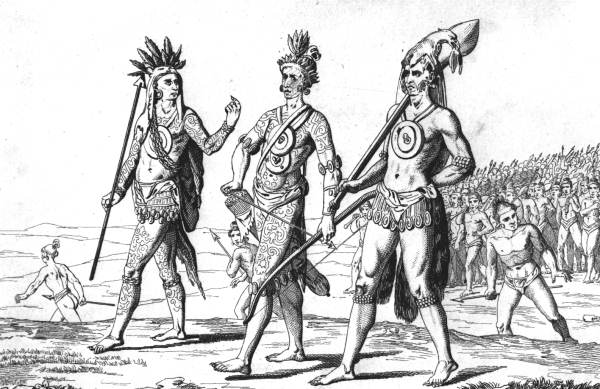
Krieger der Timucua mit Waffen und Tätowierungen. Zeichnung von Jacques Le Moyne, um 1562

Die Timucua waren ein indigenes Volk, dessen traditionelle Heimat im Norden der Halbinsel Florida in Nordamerika lag. Das Siedlungsgebiet reichte vom Südosten des heutigen US-Bundesstaates Georgia bis in das zentrale Florida. Sie waren das größte Indianervolk in dieser Region mit über 35 Häuptlingstümern und geschätzten 50.000 bis 200.000 oder sogar mehr Menschen vor der Ankunft der Europäer. Sie sprachen verschiedene Dialekte einer dem Muskogee verwandten Sprache, die ebenfalls als Timucua bezeichnet wird. Historiker vermuten, dass die Timucua die ersten Indianer waren, die spanischen Entdeckern um 1513 begegneten.

## Name und Wohngebiet
Der Name stammt möglicherweise von der spanischen Aussprache des Begriffs Atimoqua aus der Timucua-Sprache, der Häuptling oder Herr bedeutet. Eine andere Theorie besagt, dass der Begriff ursprünglich von den Saturiwa, einem Volk aus der Nähe des heutigen Jacksonville, Florida verwendet wurde und Menschen bezeichnete, die nördlich von ihnen lebten. Das Wohngebiet der Timucua erstreckte sich zur Zeit des ersten europäischen Kontakts vom Altamaha River und Cumberland Island im heutigen Georgia im Norden bis zum Lake George im zentralen Florida im Süden und vom Atlantischen Ozean im Osten bis zum Aucilla River im Westen, erreichte den Golf von Mexiko aber nur an wenigen Punkten.

## Organisation
Die Timucua waren keine politische Einheit, sondern bestanden aus mindestens 35 Häuptlingstümern. Der US-amerikanische Ethnologe Robert L. Carneiro definierte 1981 das Häuptlingstum als „eine autonome politische Einheit, die aus einer Anzahl von Dörfern oder Gemeinschaften besteht und die sich unter der Kontrolle eines obersten Häuptlings befindet“. Jedes dieser Häuptlingstümer bestand aus etwa zwei bis zehn Dörfern, von denen eines die Führungsrolle übernahm. Die Dörfer waren in Familien-Clans eingeteilt, die Tiernamen wie Panther, Bussard, Wachtel oder Bär trugen und eine feste Rangordnung besaßen. Die Mitgliedschaft in einem Clan wurde durch die mütterliche Linie weitergegeben und die Männer mussten außerhalb des eigenen Clans heiraten. Die ranghöchsten Dorffunktionäre gehörten stets dem Clan Weißer Hirsch an.
Es gab in der Timucua-Sprache neun bis zehn verschiedene Dialekte in den 35 Häuptlingstümern, die in eine östliche und eine westliche Gruppe eingeteilt werden. Die östlichen Timucua lebten an der Atlantikküste und auf den Sea Islands von Südost-Georgia und Nord-Florida, am St. Johns River und seinen Nebenflüssen, sowie den benachbarten Sümpfen und Wäldern einschließlich des Okefenokee Swamps im südöstlichen Georgia. Die westlichen Timucua besiedelten das Landesinnere des nördlichen Florida, etwa vom Aucilla River im Westen bis ins südöstliche Georgia.

## Kultur
In den Dörfern der Timucua gab es in der Regel zwei verschiedene Haustypen. Das sogenannte Langhaus hatte stabile Pfosten als Gerüst, die Zwischenräume an den Wänden wurden mit Baumrinde verkleidet und das Dach mit Palmwedeln bedeckt und abgedichtet. Diese Häuser waren etwa 4,5 mal 6 Meter groß. Der zweite, kleinere Haustyp hatte einen runden Grundriss und ebenfalls Pfosten als Gerüst, das mit einem runden Dach aus Palmzweigen gedeckt wurde. In dessen Mitte befand sich eine Öffnung als Rauchabzug und zur Ventilation. Im Dorf gab es mindestens ein großes Gemeindehaus, in dem Versammlungen stattfanden und das Platz für sämtliche Bewohner bot. Wenn ein Dorf zu groß wurde, konnten mehrere Familien gemeinsam ein neues Dorf in der Nähe gründen, so dass kleine Dorfgruppen entstanden. Jedes größere Dorf oder ein Zusammenschluss kleinerer Dörfer hatte einen eigenen Häuptling. In Kriegszeiten gab es zeitlich begrenzte Allianzen zwischen den einzelnen Dörfern. Ihre Toten beerdigten sie in Mounds, die jedoch eher den Clans als den Dörfern gehörten.
Die Timucua waren ein Volk, das sowohl Ackerbau betrieb, als auch wilde Früchte und Kräuter aus der Region des nördlichen Florida sammelte. Sie bauten Mais, Bohnen, Kürbis, Melonen und verschiedene andere Gemüsesorten und Tabak an. Archäologen fanden heraus, dass sie eine Art Dreifelderwirtschaft betrieben. Für ihre Pflanzungen benutzten sie Feuer, um den Boden von Unkraut und Gebüsch zu befreien. Sie lockerten den Boden mit Hacken auf, bevor die Frauen mit zwei Stöcken den Samen in den Boden einbrachten. Die Ernte wurde in Getreidespeichern gelagert, um sie vor Schädlingen und Regen zu schützen. Mais wurde beispielsweise gemahlen um Maispfannkuchen daraus zu backen. Die Männer der Timucua jagten Wild, darunter Alligatoren, Hirsche und Bären in Sümpfen und Wäldern, sowie Seekühe und sogar Wale an den Küsten und fingen Süßwasserfische in vielen Flüssen und Seen. Die Frauen sammelten wilde Früchte, Eicheln und Nüsse. Sie backten Brot aus dem Mehl einer Wurzel namens koonti. Fleisch wurde gekocht oder über offenem Feuer gegart, das man mit Barbacoa bezeichnete, dem Ursprung des modernen Wortes Barbecue.
Nach der Errichtung spanischer Missionen zwischen 1595 und 1620 lernten die Timucua die europäische Küche kennen und stellten ihre Ernährung weitgehend um. Mais wurde überwiegend für den Export angebaut und in andere spanische Kolonien gebracht. Zu zeremoniellen Zwecken gab es einen schwarzen Tee, der Black Drink hieß, und aus den Blättern der Stechpalmenart Ilex vomitoria aufgebrüht wurde. Diesen Tee durften nur besonders angesehene Männer des Stammes trinken. Dem Getränk wurde nachgesagt, dass es eine spezielle Reinigungswirkung hatte und häufig zum sofortigen Erbrechen des Konsumenten führte.
Die Timucua waren hochgewachsen und überragten die meisten Spanier. Dazu kam, dass sie ihre Haare zu einem Schopf hochbanden, der sie noch größer erscheinen ließ. Alle Angehörigen der Tiumcua waren tätowiert, häufig am gesamten Körper. Diese Tattoos konnten durch besondere Leistungen oder Taten erworben werden. Kinder bekamen die ersten Tattoos, wenn sie mehr Verantwortung übernahmen. Angehörige von höherem sozialen Stand trugen aufwändigere Verzierungen. Ein Häuptling war leicht an seinen Tätowierungen und Insignien zu erkennen. Dazu gehörten kupferne Brustplatten, Perlenschnüre an Hand- und Fußgelenken, sowie Truthahnsporen an den Ohrläppchen. Sie hatten oft mehrere Frauen, die ebenfalls an aufwändigen Tätowierungen und ihrem Perlenschmuck zu erkennen waren. Bei zeremoniellen Anlässen wurden der Häuptling und seine Familie von gewöhnlichen Stammesmitgliedern in Sänften getragen.

## Geschichte

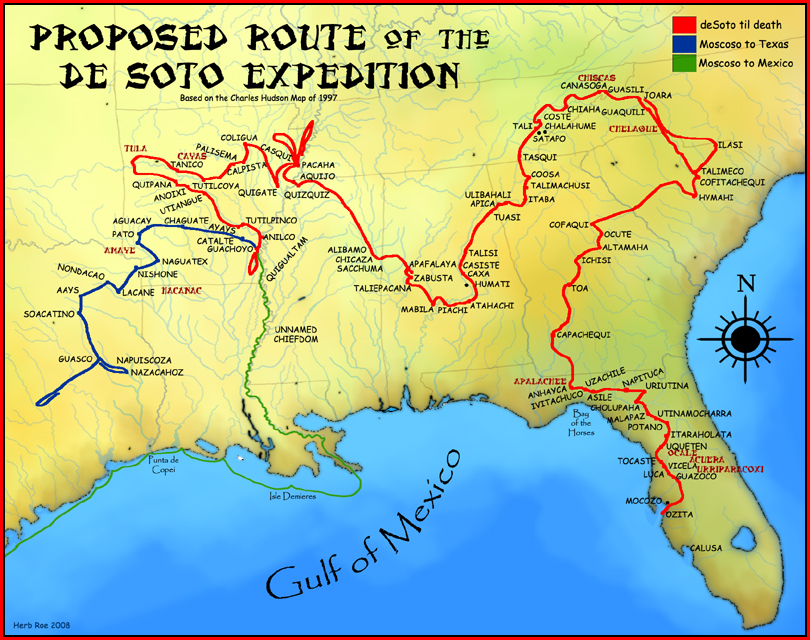
De Sotos Expedition in Florida, nach Charles Hudson, 1997

Die Spanier schickten in der ersten Hälfte mehrere Expeditionen durch das zentrale Florida, auf der Suche nach Gold und weiteren verwertbaren Bodenschätzen. Die meisten Kontakte hatten sie in dieser Zeit mit Angehörigen der Timucua. Juan Ponce de León landete 1513 in der Nähe des heutigen St. Augustine, erklärte das gesamte östliche Nordamerika zum Besitz der spanischen Krone und gab ihm den Namen La Florida (Pascua Florida = Ostern). Im Jahr 1528 erreichte Pánfilo de Narváez mit seiner Expedition Tampa Bay und erkundete die westlichen Wohngebiete der Timucua. 1539 führte Hernando de Soto eine Armee von 500 Mann durch das zentrale und nördliche Florida, beschlagnahmte Lebensmittel der Timucua, vergewaltigte Frauen und zwang Männer als Führer und Träger zu dienen. In zwei Gefechten gegen de Sotos Armee verloren die Timucua mehrere Hundert Krieger. Oft ließ de Soto die Dörfer niederbrennen oder setzte als Abschiedszeichen ein christliches Kreuz auf die heiligen Stätten der Indianer. Darüber hinaus entführten die Spanier gelegentlich die Stammeshäuptlinge, um sich so freies Geleit zu sichern. De Soto setzte in den Wäldern Schweine von der mitgeführten Herde aus, damit nachfolgende Expeditionen ihren Fleischbedarf davon decken konnten. Auch die Timucua erkannten die neue Fleischquelle und bejagten die ihnen unbekannten Tiere.
Die spanischen Entdecker waren überrascht von der Körpergröße der Timucua, die nur spärlich mit Moos und Tierfell bekleidet waren und deren Haut zahlreiche Tätowierungen bedeckten. Die meisten Kenntnisse über die Kultur der Timucua verdanken wir weniger den Spaniern als vielmehr den Franzosen. 1564 kamen französische Hugenotten unter René Goulaine de Laudonnière auf der Flucht vor Verfolgung in Frankreich in die Gegend des heutigen Jacksonville. Sie gründeten Fort Caroline und mehrere Siedlungen am St. Johns River. Nach anfänglichen Konflikten entwickelten sie gute Beziehungen zu den lokalen Angehörigen der Timucua. Von Jaques le Moyne, einem der französischen Siedler, stammen die ersten ausführlichen Berichte über die Ureinwohner Floridas.
Nach Errichtung von St. Augustine im Jahr 1565 als spanische Hauptstadt kam es zu dramatischen Veränderungen im Leben der Timucua. Die Spanier zerstörten die französischen Siedlungen und begannen mit dem Aufbau von Missionen in den einzelnen Häuptlingstümern der Timucua. Hier wurden die Ureinwohner in das Christentum und die spanische Lebensweise eingeführt. Die Missionare der spanischen Franziskaner mussten die Sprache der Timucua erlernen, so dass diese eine der wenigen östlichen Stammessprachen ist, die überlebt hat.
Um 1595 war die Bevölkerungszahl der Timucua um 25 % geschrumpft. Ursache waren permanente Kriege und europäische Krankheiten, wie die Pocken, die von den Spaniern eingeschleppt worden waren und gegen die sie keine Widerstandskräfte entwickeln konnten. Zu Beginn des 18. Jahrhunderts eskalierte der Kolonialkrieg zwischen Briten und Spaniern. Die rivalisierenden Europäer bedienten sich dabei der Mithilfe ihrer indianischen Alliierten. Verbündete der Engländer waren unter anderen die Creek, Catawba und Yuchi, während die Timucua auf der Seite der Spanier kämpften. Am Ende des Siebenjährigen Krieges und der Übernahme Floridas durch die Briten im Jahr 1763 lebten nur noch etwa 125 Timucua. Tatsache ist, dass die Spanier die wenigen Indianer, die in ihren katholischen Missionen überlebt hatten, nach Kuba in Sicherheit brachten. Im Verlaufe des 18. Jahrhunderts wurde die Halbinsel von Teilen der Muskogee wieder besiedelt, die aus dem Norden einzuströmen begannen. Infolge des Yamasee-Krieges gelangten auch viele Flüchtlinge der Yuchi und der Yamasee nach Florida. Trotz ihrer heterogenen Wurzeln wurden diese Indianer später einheitlich als Seminolen bezeichnet. Einige versprengte Timucua wurden um 1710 ebenfalls von den Seminolen absorbiert und der Stamm gilt seitdem als ausgestorben.